# Stigmacros
Stigmacros is een geslacht van vliesvleugelige insecten van de familie Mieren (Formicidae).

## Soorten
- S. aciculata McAreavey, 1957
- S. acuta McAreavey, 1957
- S. aemula (Forel, 1907)
- S. anthracina McAreavey, 1957
- S. armstrongi McAreavey, 1957
- S. australis (Forel, 1902)
- S. barretti Santschi, 1928
- S. bosii (Forel, 1902)
- S. brachytera McAreavey, 1957
- S. brevispina McAreavey, 1957
- S. brooksi McAreavey, 1957
- S. castanea McAreavey, 1957
- S. clarki McAreavey, 1957
- S. clivispina (Forel, 1902)
- S. debilis Bolton, 1995
- S. elegans McAreavey, 1949
- S. epinotalis McAreavey, 1957
- S. extreminigra McAreavey, 1957
- S. ferruginea McAreavey, 1957
- S. flava McAreavey, 1957
- S. flavinodis Clark, 1938
- S. fossulata (Viehmeyer, 1925)
- S. froggatti (Forel, 1902)
- S. glauerti McAreavey, 1957
- S. hirsuta McAreavey, 1957
- S. impressa McAreavey, 1957
- S. inermis McAreavey, 1957
- S. intacta (Viehmeyer, 1925)
- S. lanaris McAreavey, 1957
- S. major McAreavey, 1957
- S. marginata McAreavey, 1957

- S. medioreticulata (Viehmeyer, 1925)
- S. minor McAreavey, 1957
- S. nitida McAreavey, 1957
- S. occidentalis (Crawley, 1922)
- S. pilosella (Viehmeyer, 1925)
- S. proxima McAreavey, 1957
- S. punctatissima McAreavey, 1957
- S. pusilla McAreavey, 1957
- S. rectangularis McAreavey, 1957
- S. reticulata Clark, 1930
- S. rufa McAreavey, 1957
- S. sordida McAreavey, 1957
- S. spinosa McAreavey, 1957
- S. stanleyi McAreavey, 1957
- S. striata McAreavey, 1957
- S. termitoxena Wheeler, W.M., 1936
- S. wilsoni McAreavey, 1957